# Софија Шкорић
Софија Шкорић (Београд, 1. јануар 1937 — Торонто, 4. мај 2022) била је српско-канадска књижевница, уредница, преводилац, издавачица, активисткиња и иницијаторка-оснивачица Српске националне академије у Канади.

## Биографија
Рођена је 1. јануара 1937. године у Београду. У Канаду је дошла у раној младости да би стекла постдипломске дипломе из библиотекарства и постала један од главних библиотекара у Робартс библиотеци Универзитета у Торонту, након чега је отишла у пензију.
Шкорић се бавила трима главним истраживањима – односима филозофије и науке, филозофијом права и друштвеним и политичким проблемима Срба. Уредила је неке од књига Ђорђа Вида Томашевића, Данка Поповића, Меше Селимовића, Душана Р. Косовића и Васе Д. Михаиловића. Написала је неколико обимних поглавља у Источноевропском тромесечнику, Словенској и источноевропској ревији и другим ученим србистичким и славистичким часописима. Превела је на енглески Богојављење, поему Матије Бећковића. Такође је била председница Северноамеричког друштва за српске студије, председница Конгреса српско-канадског јединства и потпредседница Конгреса српског уједињења.
Њен ранији рад у издаваштву добио је признање и канадске и српске владе, као и награду „Браћа Карић” 2004. године, али је њена одлучност да покрене и оснује Српску националну академију у Канади уврстило у први ред српских активиста у Канади.

## Академија
Српска национална академија у Канади основана је 1981. године, као централна културна институција у оквиру српске дијаспоре у Канади. Прикупља, архивира и нуди јавности сву расположиву писану грађу из историје и културе српског народа. Академија окупља научнике, ауторе и говорнике о различитим темама које се односе на српско друштво уопште и културу посебно, у прошлости и садашњости, из свих области и дисциплина.
Никола Пашић и Шкорић били су на челу организације од њеног оснивања до 1993. године. Својом визијом академије, Шкорић је имала јасно дефинисан циљ: уз помоћ тесне мреже српских историчара, научника, професора, писаца, песника и уметника, проблеми и питања са којима се суочава српски народ из различитих перспектива треба да буду сагледани. Српска национална академија у Торонту и Хамилтону је на врхунцу своје активности имала укупно четрнаест одељења у четрнаест градова Северне Америке. Гости академије били су позвани говорници у свим поглављима академије.
Председник академије Жарко Брестовац, заједно са дотадашњим председником Софијом Шкорић, и председник Матице српске Драган Станић потписали су 2017. године на Универзитету у Торонту споразум о сарадњи две институције.

## Смрт
Преминула је 4. маја 2022. у 85. години у Торонту после дуге борбе са раком. Сахрањена је 9. маја на манастирском гробљу Манастира Светог Преображења Господњег у Милтону.

## Радови
- „Срби у Онтарију” (1987)
- „Српска академија после једног века: ризична институција?” (1987)
- „Србија 1914-1918: Галантни савезник” (2014)